# تشنار (مقاطعة إسلام آباد غرب)
تشنار (بالفارسية: چنار) هي قرية تقع في قسم حومة الشمالي الريفي (مقاطعة إسلام آباد غرب) في إيران. يقدر عدد سكانها بـ 233 نسمة .